# 2020-as Formula–1 portugál nagydíj
A portugál nagydíj volt a 2020-as Formula–1 világbajnokság tizenkettedik futama, amelyet 2020. október 23. és október 25. között rendeztek meg a portugáliai Algarve International Circuit versenypályán, Portimãoban.
A verseny nem szerepelt az eredeti versenynaptárban, a koronavírusjárvány miatt került be utólag a törölt futamok egyikének pótlására. Portugál nagydíjat legutóbb 1996-ban rendeztek, akkor még az Autódromo do Estoril versenypályán; a portimãoi aszfaltcsíkon ez volt az első Formula–1-es futam.
Lewis Hamilton 92. futamgyőzelmével megdöntötte Michael Schumacher vonatkozó rekordját.

## Választható keverékek
| Abroncs              | Friss | Használt |
| -------------------- | ----- | -------- |
| Kemény keverék (C1)  |       |          |
| Közepes keverék (C2) |       |          |
| Lágy keverék (C3)    |       |          |
| Átmeneti esőgumi (I) |       |          |
| Teljes esőgumi (W)   |       |          |

## Szabadedzések

### Első szabadedzés
A portugál nagydíj első szabadedzését október 23-án, pénteken délelőtt tartották, magyar idő szerint 12:00-tól.
| helyezés | versenyző          | csapat/motor          | elért idő | különbség | futott kör |
| -------- | ------------------ | --------------------- | --------- | --------- | ---------- |
| 1        | Valtteri Bottas    | Mercedes              | 1:18,410  | −         | 35         |
| 2        | Lewis Hamilton     | Mercedes              | 1:18,749  | +0,339    | 35         |
| 3        | Max Verstappen     | Red Bull-Honda        | 1:19,191  | +0,781    | 32         |
| 4        | Charles Leclerc    | Ferrari               | 1:19,309  | +0,899    | 33         |
| 5        | Alexander Albon    | Red Bull-Honda        | 1:19,365  | +0,955    | 34         |
| 6        | Carlos Sainz Jr.   | McLaren-Renault       | 1:19,441  | +1,031    | 42         |
| 7        | Sergio Pérez       | Racing Point-Mercedes | 1:19,907  | +1,497    | 31         |
| 8        | Kimi Räikkönen     | Alfa Romeo-Ferrari    | 1:19,954  | +1,544    | 34         |
| 9        | Daniel Ricciardo   | Renault               | 1:20,058  | +1,648    | 27         |
| 10       | Pierre Gasly       | AlphaTauri-Honda      | 1:20,124  | +1,714    | 29         |
| 11       | Sebastian Vettel   | Ferrari               | 1:20,200  | +1,790    | 37         |
| 12       | Lando Norris       | McLaren-Renault       | 1:20,207  | +1,797    | 29         |
| 13       | Danyiil Kvjat      | AlphaTauri-Honda      | 1:20,278  | +1,868    | 32         |
| 14       | Kevin Magnussen    | Haas-Ferrari          | 1:20,846  | +2,436    | 28         |
| 15       | Lance Stroll       | Racing Point-Mercedes | 1:20,954  | +2,544    | 32         |
| 16       | Antonio Giovinazzi | Alfa Romeo-Ferrari    | 1:21,009  | +2,599    | 35         |
| 17       | Romain Grosjean    | Haas-Ferrari          | 1:21,169  | +2,759    | 31         |
| 18       | George Russell     | Williams-Mercedes     | 1:21,374  | +2,964    | 31         |
| 19       | Esteban Ocon       | Renault               | 1:21,673  | +3,263    | 31         |
| 20       | Nicholas Latifi    | Williams-Mercedes     | 1:22,054  | +3,644    | 34         |

### Második szabadedzés
A portugál nagydíj második szabadedzését október 23-án, pénteken délután tartották, magyar idő szerint 16:00-tól.
| helyezés | versenyző          | csapat/motor          | elért idő | különbség | futott kör |
| -------- | ------------------ | --------------------- | --------- | --------- | ---------- |
| 1        | Valtteri Bottas    | Mercedes              | 1:17,940  | −         | 32         |
| 2        | Max Verstappen     | Red Bull-Honda        | 1:18,535  | +0,595    | 34         |
| 3        | Lando Norris       | McLaren-Renault       | 1:18,743  | +0,803    | 35         |
| 4        | Charles Leclerc    | Ferrari               | 1:18,838  | +0,898    | 34         |
| 5        | Carlos Sainz Jr.   | McLaren-Renault       | 1:19,113  | +1,173    | 32         |
| 6        | Sebastian Vettel   | Ferrari               | 1:19,175  | +1,235    | 34         |
| 7        | Pierre Gasly       | AlphaTauri-Honda      | 1:19,178  | +1,238    | 26         |
| 8        | Lewis Hamilton     | Mercedes              | 1:19,308  | +1,368    | 27         |
| 9        | Esteban Ocon       | Renault               | 1:19,496  | +1,556    | 32         |
| 10       | Alexander Albon    | Red Bull-Honda        | 1:19,643  | +1,703    | 37         |
| 11       | George Russell     | Williams-Mercedes     | 1:19,821  | +1,881    | 33         |
| 12       | Sergio Pérez       | Racing Point-Mercedes | 1:19,901  | +1,961    | 34         |
| 13       | Daniel Ricciardo   | Renault               | 1:19,987  | +2,047    | 28         |
| 14       | Nicholas Latifi    | Williams-Mercedes     | 1:20,465  | +2,525    | 33         |
| 15       | Kimi Räikkönen     | Alfa Romeo-Ferrari    | 1:20,490  | +2,550    | 34         |
| 16       | Kevin Magnussen    | Haas-Ferrari          | 1:20,680  | +2,740    | 29         |
| 17       | Danyiil Kvjat      | AlphaTauri-Honda      | 1:20,729  | +2,789    | 33         |
| 18       | Romain Grosjean    | Haas-Ferrari          | 1:20,867  | +2,927    | 32         |
| 19       | Lance Stroll       | Racing Point-Mercedes | 1:20,983  | +3,043    | 26         |
| 20       | Antonio Giovinazzi | Alfa Romeo-Ferrari    | 1:21,396  | +3,456    | 34         |

### Harmadik szabadedzés
A portugál nagydíj harmadik szabadedzését október 24-én, szombaton délelőtt tartották, magyar idő szerint 12:00-tól.
| helyezés | versenyző          | csapat/motor          | elért idő | különbség | futott kör |
| -------- | ------------------ | --------------------- | --------- | --------- | ---------- |
| 1        | Valtteri Bottas    | Mercedes              | 1:16,654  | −         | 27         |
| 2        | Lewis Hamilton     | Mercedes              | 1:16,680  | +0,026    | 23         |
| 3        | Max Verstappen     | Red Bull-Honda        | 1:16,812  | +0,158    | 21         |
| 4        | Pierre Gasly       | AlphaTauri-Honda      | 1:16,930  | +0,276    | 24         |
| 5        | Alexander Albon    | Red Bull-Honda        | 1:17,117  | +0,463    | 25         |
| 6        | Charles Leclerc    | Ferrari               | 1:17,229  | +0,575    | 20         |
| 7        | Carlos Sainz Jr.   | McLaren-Renault       | 1:17,238  | +0,584    | 24         |
| 8        | Sergio Pérez       | Racing Point-Mercedes | 1:17,297  | +0,643    | 17         |
| 9        | Lando Norris       | McLaren-Renault       | 1:17,478  | +0,824    | 22         |
| 10       | Esteban Ocon       | Renault               | 1:17,666  | +1,012    | 20         |
| 11       | Sebastian Vettel   | Ferrari               | 1:17,685  | +1,031    | 24         |
| 12       | Danyiil Kvjat      | AlphaTauri-Honda      | 1:17,720  | +1,066    | 29         |
| 13       | Kimi Räikkönen     | Alfa Romeo-Ferrari    | 1:17,922  | +1,268    | 20         |
| 14       | Daniel Ricciardo   | Renault               | 1:17,935  | +1,281    | 13         |
| 15       | George Russell     | Williams-Mercedes     | 1:18,032  | +1,378    | 20         |
| 16       | Lance Stroll       | Racing Point-Mercedes | 1:18,100  | +1,446    | 17         |
| 17       | Antonio Giovinazzi | Alfa Romeo-Ferrari    | 1:18,201  | +1,547    | 20         |
| 18       | Kevin Magnussen    | Haas-Ferrari          | 1:18,287  | +1,633    | 13         |
| 19       | Nicholas Latifi    | Williams-Mercedes     | 1:18,397  | +1,743    | 20         |
| 20       | Romain Grosjean    | Haas-Ferrari          | 1:18,454  | +1,800    | 19         |

## Időmérő edzés
A portugál nagydíj időmérő edzését október 24-én, szombaton futották, magyar idő szerint 15:30-tól. Az edzés eredetileg 15:00-kor kezdődött volna, ám ezt fél órával későbbre kellett halasztani a pályán található csatornafedelek biztonságos rögzítésének munkálatai miatt.
| helyezés              | rajtszám | versenyző          | csapat/motor          | 1. rész  | 2. rész  | 3. rész    | rajthely | futott kör |
| --------------------- | -------- | ------------------ | --------------------- | -------- | -------- | ---------- | -------- | ---------- |
| 1                     | 44       | Lewis Hamilton     | Mercedes              | 1:16,828 | 1:16,824 | 1:16,652   | 1        | 21         |
| 2                     | 77       | Valtteri Bottas    | Mercedes              | 1:16,945 | 1:16,466 | 1:16,754   | 2        | 17         |
| 3                     | 33       | Max Verstappen     | Red Bull-Honda        | 1:16,879 | 1:17,038 | 1:16,904   | 3        | 23         |
| 4                     | 16       | Charles Leclerc    | Ferrari               | 1:17,421 | 1:17,367 | 1:17,090   | 4        | 23         |
| 5                     | 11       | Sergio Pérez       | Racing Point-Mercedes | 1:17,370 | 1:17,129 | 1:17,223   | 5        | 21         |
| 6                     | 23       | Alexander Albon    | Red Bull-Honda        | 1:17,435 | 1:17,411 | 1:17,437   | 6        | 29         |
| 7                     | 55       | Carlos Sainz Jr.   | McLaren-Renault       | 1:17,627 | 1:17,183 | 1:17,520   | 7        | 24         |
| 8                     | 4        | Lando Norris       | McLaren-Renault       | 1:17,547 | 1:17,321 | 1:17,525   | 8        | 24         |
| 9                     | 10       | Pierre Gasly       | AlphaTauri-Honda      | 1:17,209 | 1:17,367 | 1:17,803   | 9        | 26         |
| 10                    | 3        | Daniel Ricciardo   | Renault               | 1:17,621 | 1:17,481 | idő nélkül | 10       | 17         |
| 11                    | 31       | Esteban Ocon       | Renault               | 1:17,775 | 1:17,614 |            | 11       | 18         |
| 12                    | 18       | Lance Stroll       | Racing Point-Mercedes | 1:17,667 | 1:17,626 |            | 12       | 22         |
| 13                    | 26       | Danyiil Kvjat      | AlphaTauri-Honda      | 1:17,841 | 1:17,728 |            | 13       | 22         |
| 14                    | 63       | George Russell     | Williams-Mercedes     | 1:17,931 | 1:17,788 |            | 14       | 17         |
| 15                    | 5        | Sebastian Vettel   | Ferrari               | 1:17,446 | 1:17,919 |            | 15       | 20         |
| 16                    | 7        | Kimi Räikkönen     | Alfa Romeo-Ferrari    | 1:18,201 |          |            | 16       | 12         |
| 17                    | 99       | Antonio Giovinazzi | Alfa Romeo-Ferrari    | 1:18,323 |          |            | 17       | 12         |
| 18                    | 8        | Romain Grosjean    | Haas-Ferrari          | 1:18,364 |          |            | 18       | 12         |
| 19                    | 20       | Kevin Magnussen    | Haas-Ferrari          | 1:18,508 |          |            | 19       | 10         |
| 20                    | 6        | Nicholas Latifi    | Williams-Mercedes     | 1:18,777 |          |            | 20       | 11         |
| 107%-os idő: 1:22,205 |          |                    |                       |          |          |            |          |            |

## Futam
A portugál nagydíj futama október 25-én, vasárnap rajtolt, magyar idő szerint 14:10-kor.
| helyezés | rajtszám | versenyző          | csapat/motor          | futott kör | idő/kiesés oka   | rajthely | pont  |
| -------- | -------- | ------------------ | --------------------- | ---------- | ---------------- | -------- | ----- |
| 1        | 44       | Lewis Hamilton     | Mercedes              | 66         | 1:29:56,828      | 1        | 26[1] |
| 2        | 77       | Valtteri Bottas    | Mercedes              | 66         | +25,592          | 2        | 18    |
| 3        | 33       | Max Verstappen     | Red Bull-Honda        | 66         | +34,508          | 3        | 15    |
| 4        | 16       | Charles Leclerc    | Ferrari               | 66         | +1:05,312        | 4        | 12    |
| 5        | 10       | Pierre Gasly       | AlphaTauri-Honda      | 65         | +1 kör           | 9        | 10    |
| 6        | 55       | Carlos Sainz Jr.   | McLaren-Renault       | 65         | +1 kör           | 7        | 8     |
| 7        | 11       | Sergio Pérez       | Racing Point-Mercedes | 65         | +1 kör           | 5        | 6     |
| 8        | 31       | Esteban Ocon       | Renault               | 65         | +1 kör           | 11       | 4     |
| 9        | 3        | Daniel Ricciardo   | Renault               | 65         | +1 kör           | 10       | 2     |
| 10       | 5        | Sebastian Vettel   | Ferrari               | 65         | +1 kör           | 15       | 1     |
| 11       | 7        | Kimi Räikkönen     | Alfa Romeo-Ferrari    | 65         | +1 kör           | 16       |       |
| 12       | 23       | Alexander Albon    | Red Bull-Honda        | 65         | +1 kör           | 6        |       |
| 13       | 4        | Lando Norris       | McLaren-Renault       | 65         | +1 kör           | 8        |       |
| 14       | 63       | George Russell     | Williams-Mercedes     | 65         | +1 kör           | 14       |       |
| 15       | 99       | Antonio Giovinazzi | Alfa Romeo-Ferrari    | 65         | +1 kör           | 17       |       |
| 16       | 20       | Kevin Magnussen    | Haas-Ferrari          | 65         | +1 kör           | 19       |       |
| 17       | 8        | Romain Grosjean    | Haas-Ferrari          | 65         | +1 kör[2]        | 18       |       |
| 18       | 6        | Nicholas Latifi    | Williams-Mercedes     | 64         | +2 kör           | 20       |       |
| 19       | 26       | Danyiil Kvjat      | AlphaTauri-Honda      | 64         | +2 kör           | 13       |       |
| ki       | 18       | Lance Stroll       | Racing Point-Mercedes | 51         | baleseti sérülés | 12       |       |

Megjegyzés:
- ↑ 1:  — Lewis Hamilton a helyezéséért járó pontok mellett a versenyben futott leggyorsabb körért további 1 pontot szerzett.
- ↑ 2:  — Romain Grosjean eredetileg a 16. helyen ért célba, ám utólag 5 másodperces időbüntetést kapott pályaelhagyásért, ezzel egy pozíciót visszacsúszott.

## A világbajnokság állása a verseny után
| H   | Versenyzők       | Pont | H   | Konstruktőrök         | Pont |
| --- | ---------------- | ---- | --- | --------------------- | ---- |
| 1.  | Lewis Hamilton   | 256  | 1.  | Mercedes              | 435  |
| 2.  | Valtteri Bottas  | 179  | 2.  | Red Bull-Honda        | 226  |
| 3.  | Max Verstappen   | 162  | 3.  | Racing Point-Mercedes | 126  |
| 4.  | Daniel Ricciardo | 80   | 4.  | McLaren-Renault       | 124  |
| 5.  | Charles Leclerc  | 75   | 5.  | Renault               | 120  |
| 6.  | Sergio Pérez     | 74   | 6.  | Ferrari               | 93   |
| 7.  | Lando Norris     | 65   | 7.  | AlphaTauri-Honda      | 77   |
| 8.  | Alexander Albon  | 64   | 8.  | Alfa Romeo-Ferrari    | 5    |
| 9.  | Pierre Gasly     | 63   | 9.  | Haas-Ferrari          | 3    |
| 10. | Carlos Sainz Jr. | 59   | 10. | Williams-Mercedes     | 0    |

(A teljes táblázat)

## Statisztikák
- Vezető helyen:
  - Valtteri Bottas: 16 kör (1, 6-19 és 41)
  - Carlos Sainz Jr.: 4 kör (2-5)
  - Lewis Hamilton: 46 kör (20-40 és 42-66)
- Lewis Hamilton 97. pole-pozíciója, 52. versenyben futott leggyorsabb köre és 92. futamgyőzelme, ezzel pedig 18. mesterhármasa.
- A Mercedes 112. futamgyőzelme.
- Lewis Hamilton 161., Valtteri Bottas 54., Max Verstappen 40. dobogós helyezése.
- Lewis Hamilton 92. futamgyőzelmével megdöntötte Michael Schumacher vonatkozó rekordját, és minden idők legtöbb futamgyőzelmet elérő versenyzője lett.[5]